# 이치카와 미카코
이치카와 미카코(일본어: 市川 実日子, 1978년 6월 13일 ~)는 일본의 패션 모델이자 배우이다. 도쿄도 오타구에서 태어났으며, 언니도 같은 모델 출신 여배우인 이치카와 미와코 (市川 実和子)이다.

## 내력
이치카와 미와코의 동생으로 잡지 《올리브》에 몇 번 등장한 후, 1994년 같은 잡지 전속 모델이 됐다. 1998년에 전속 모델에서 벗어나 《큐티》, 《지퍼》, 《스푼》 등의 잡지에 등장했다.
배우로서는 1998년 혼마 다카시 감독의 《How to 유술》로 데뷔했으며, 2003년 첫 주연을 맡은 영화 《블루》로 제24회 모스크바 국제 영화제 최우수여우상을 받았다. 배역으로는 무뚝뚝하고 반항적이거나, 밝고 능청맞은 역을 많이 맡았다.

## 출연

### 영화
- 1999년 《타임리스 멜로디》
- 2003년 《러버스 키스》
- 2003년 《블루(영어판)》
- 2003년 《라이프 인 저니》
- 2004년 《큐티 하니》
- 2004년 《지금, 만나러 갑니다》
- 2005년 《란포지옥》
- 2006년 《혐오스런 마츠코의 일생》
- 2007년 《길상천녀》
- 2007년 《안경》
- 2009년 《오토나리》
- 2009년 《술이 깨면 집에 돌아가자》
- 2010년 《마더 워터》
- 2011년 《도쿄 오아시스》
- 2012년 《고양이를 빌려드립니다》 - 사요코 역
- 2013년 《익스트림 스키야키》 - 쿄코 역
- 2014년 《이별까지 7일》
- 2015년 《산의 톰씨》 - 토키 역
- 2015년 《인생의 약속》
- 2016년 《신 고질라》 - 오가시라 히로미 역
- 2016년 《뮤지엄》
- 2017년 《세 번째 살인》 - 시노하라 이츠키 역
- 2017년 《나라타주》 - 하야마 미유키 역
- 2017년 《양의 나무》 - 쿠리모토 키요미 역
- 2017년 《도쿄의 밤하늘은 항상 가장 짙은 블루》 - 미카의 엄마 역
- 2017년 《운명》
- 2024년 《라스트 마일》 - 쇼지 유코 역

### 드라마
- 2002년 《사이코 닥터》
- 2003년 《수박》
- 2004년 《빛과 함께》
- 2006년 《식탐정》
- 2007년 《굿 잡》
- 2007년 《식탐정 2》
- 2008년 《아츠히메》
- 2009년 《사무라이 하이스쿨》
- 2012년 《연애 니트: 잊어버린 사랑을 시작하는 법》
- 2012년 《계단의 노래》 4
- 2012년 《계단의 노래》 6
- 2012년 《검은 여교사》 - 우치다 스미레 역
- 2014년 <<Dr.DMAT>>
- 2015년 <<예고범 - THE PAIN ->> - 오키나카 케이코 역
- 2017년 <<낭독가계>>
- 2018년 <<언내추럴>>